# Episodi de La mia babysitter è un vampiro (prima stagione)
La prima stagione della serie televisiva La mia babysitter è un vampiro viene trasmessa negli Stati Uniti dal 27 giugno 2011 al 19 luglio 2011 su Disney Channel e in Italia ha debuttato sull'omonima versione italiana del canale l'8 novembre 2011 ed è terminata il 29 novembre 2011 Dal 1º novembre 2012 va in onda in chiaro su Frisbee.
La prima TV è generalmente statunitense, ad eccezione di cinque episodi andati in onda in prima visione in Canada, prima in francese e successivamente in inglese.
| nº | Titolo originale        | Titolo italiano               | Prima TV USA   | Prima TV Italia  |
| -- | ----------------------- | ----------------------------- | -------------- | ---------------- |
| 1  | Lawn of the Dead        | Il ritorno degli animaletti   | 27 giugno 2011 | 8 novembre 2011  |
| 2  | Three Cheers for Evil   | Cheerleader infernali         | 28 giugno 2011 | 9 novembre 2011  |
| 3  | Blood Drive             | Raccolta di sangue            | 29 giugno 2011 | 15 novembre 2011 |
| 4  | Guys and Dolls          | La bambola di Jane            | 30 giugno 2011 | 17 novembre 2011 |
| 5  | Double Negative         | Doppio negativo               | 5 luglio 2011  | 18 novembre 2011 |
| 6  | Friday Night Frights    | L'allenatore fantasma         | 6 luglio 2011  | 10 novembre 2011 |
| 7  | Smells Like Trouble     | Odore di guai                 | 7 luglio 2011  | 22 novembre 2011 |
| 8  | Die Pod                 | La vendetta della quercia     | 11 luglio 2011 | 23 novembre 2011 |
| 9  | Blue Moon               | Hai paura del lupo mannaro?   | 12 luglio 2011 | 11 novembre 2011 |
| 10 | Doug the Vampire Hunter | Doug il cacciatore di vampiri | 13 luglio 2011 | 16 novembre 2011 |
| 11 | The Brewed              | Il caffè rende nervosi        | 14 luglio 2011 | 24 novembre 2011 |
| 12 | Three Geeks and a Demon | Tre secchioni e un demone     | 18 luglio 2011 | 25 novembre 2011 |
| 13 | Re-Vamped               | Rivampirizzati                | 19 luglio 2011 | 29 novembre 2011 |

## Il ritorno degli animaletti
- Titolo originale: Lawn of the Dead
- Diretto da: Bruce McDonald
- Scritto da: Tim Burns

### Trama
Benny vuole impressionare una ragazza di nome Della, quindi quando scopre che il suo cane Puffle è morto, decide di conquistarla riportando in vita il cane. Ruba una pozione a sua nonna per resuscitare il cane. Poco dopo che Benny usa la pozione, le cose iniziano ad andare terribilmente storte. Non solo il risveglio di Puffle ha reso il cane completamente malvagio a causa della sua anima ormai passata oltre, ma Benny ha versato troppe gocce della pozione nel terreno, facendola diffondere e risvegliando altri animali dalla tomba. Quando il padre di Ethan organizza una cena, gli animali demoniaci arrivano in tutta la casa e Sarah, Benny ed Ethan devono ucciderli tutti prima che i genitori di Ethan li vedano.

## Cheerleader infernali
- Titolo originale: Three Cheers for Evil
- Diretto da: Bruce McDonald
- Scritto da: Alice Prodanou

### Trama
Erica si vuole vendicare delle cheerleader, poiché in passato veniva bullizzata da quest'ultime, ed entra nella squadra. Anche Sarah si vede costretta ad entrare, per tenere d'occhio l'amica. Quando Benny ed Ethan scoprono su un vecchio annuario della nonna la foto della capo-squadra, Stephanie, e che lo slogan per il tifo non è altro che un sortilegio, si rendono conto che la ragazza è una strega che si vuole impadronire delle anime degli studenti per mantenere la sua giovinezza. I due si travestono quindi da ragazze e, con l'aiuto dell'amica vampira, sconfiggono la strega, che invecchia di 50 anni immediatamente, visto che l'incantesimo dell'immortalità è spezzato.
- Guest star: Leah Cudmore: Stephanie, Susan Robertson: vecchia Stephanie

## Raccolta di sangue
- Titolo originale: Blood Drive
- Diretto da: Paul Fox
- Scritto da: Ken Cuperus

### Trama
Alla Whitechapel High arriva un'associazione per la donazione del sangue. Rory ed Erica, attirati dall'invitante liquido rosso, vogliono assaltare il furgone per il trasporto dei prelievi. Una volta dentro, scoprono che anche le operatrici sono vampiri e toccherà a Benny, Ethan e Sarah salvare la situazione. Tutto si risolve grazie ad una coraggiosa azione di Ethan, egli dona mezzo litro del suo sangue, considerato speciale dalle vampire, nonostante la sua paura per gli aghi.
- Guest star: Kristin Adams: infermiera Annie, Amy Lalonde: vecchia infermiera

## La bambola di Jane
- Titolo originale: Guys and Dolls
- Diretto da: Paul Fox
- Scritto da: Ken Cuperus

### Trama
La bambola Debbie Dazzle di Jane si è rotta. Per caso, la ragazzina trova il libro degli incantesimi di Benny e, fatta la magia, trasforma la bambola in una persona in carne e ossa. Essa, per mantenersi in vita, trasforma gli esseri umani che incontra in bambole, rubando loro l'energia. In seguito, Benny trova l'incantesimo per annullare il sortilegio, pronunciato dalla stessa Jane in quanto proprietaria dell'oggetto. Ora anch'ella sa del mondo magico del fratello Ethan.
- Guest star: Georgina Reilly: Debbie Dazzle

## Doppio negativo
- Titolo originale: Double Negative
- Diretto da: Tibor Takács
- Scritto da: Mike Kiss

### Trama
Benny vende la macchina fotografica di sua nonna ad Hannah, la responsabile dell'organizzazione dell'annuario scolastico. Purtroppo la macchina fotografica è un oggetto magico che separa la parte cattiva dell'anima del soggetto fotografato e la trasferisce in una persona gemella a parte. Anche Benny subisce lo stesso trattamento ma lui, Ethan, Sarah ed un casuale intervento da parte di Erica riescono a distruggere i negativi e far così sparire le copie malvagie.
- Guest star: Kiana Madeira: Hannah/Hannah malvagia

## L'allenatore fantasma
- Titolo originale: Friday Night Frights
- Diretto da: Bruce McDonald
- Scritto da: Ben Joseph

### Trama
La Whitechapel High non vince trofei sportivi da 30 anni e l'unico trofeo visto viene tolto dalla bacheca. Quando Ethan lo tocca, il fantasma di un vecchio allenatore esce e dice che non se ne sarebbe andato fino alla vittoria di un altro trofeo da parte del ragazzo. Ethan accetta quando sospetta che Sarah stia uscendo con Kurt, il campione in carica di wrestling. In realtà lei stava controllando che il lottatore non fosse stato "vampirizzato" da Erica, ma Ethan scopre ciò quando ormai ha vinto l'incontro. Sarah propone così di trasformare l'impegno di caccia ai vampiri di venerdì con una serata a base di pizza e film.
- Guest star: William Greenblatt: Kurt the Hurt, Clé Bennett: Coach Ed

## Odore di guai
- Titolo originale: Smells Like Trouble
- Diretto da: Tibor Takács
- Scritto da: Grant Suave

### Trama
Benny prepara un filtro d'amore per lui ed Ethan. La boccetta cade e il gas viene messo in circolazione nel circuito d'aerazione, facendo innamorare dei due l'intera parte femminile della scuola, insegnanti comprese. Tornati a casa, i due vengono a sapere dalla nonna di Benny, la quale ha scoperto tutto dopo aver ricevuto una chiamata da Rory che le ha raccontato ciò che è successo a scuola, che il filtro d'amore porterà in seguito tutte le ragazze a odiarli e a volerli uccidere, cosa che avverrà più avanti. Per salvarsi, Benny ed Ethan entrano in una grande gabbia situata nel giardino dietro casa, e dopo 5 ore l'effetto del filtro svanisce. La nonna punisce i loro nipoti per quello che hanno fatto, facendogli fare le faccende di casa.

## La vendetta della quercia
- Titolo originale: Die Pod
- Diretto da: Tibor Takács
- Scritto da: Scott Oleszkowicz

### Trama
Ogni apparecchio elettrico collegato alla rete della scuola viene stregato da una quercia del giardino della scuola potata al minimo giorni prima. L'albero era luogo di antichi riti magici e di conseguenza è anch'esso magico. Esso vuole vendicarsi, conquistando la tecnologia e creando una nuova foresta. Per fortuna, Ethan e Benny infettano con un virus informatico la LAN scolastica e riescono a fermare la pianta.

## Hai paura del lupo mannaro?
- Titolo originale: Blue Moon
- Diretto da: Paul Fox
- Scritto da: Simon Racioppa & Richard Elliott

### Trama
David Stachowski è un lupo mannaro che però vuole trovare un antidoto per ritornare umano. lui morde Ethan che si trasforma in una bestia. Sarah, andata a trovare l'antidoto per usarlo su sé stessa, lo versa sul ragazzo, facendolo tornare normale. Si scopre anche che David, con la luna piena, non si trasforma in un licantropo, bensì in un normalissimo Golden Retriever.
- Guest star: Jake Epstein: David Stachowski

## Doug il cacciatore di vampiri
- Titolo originale: Doug the Vampire Hunter
- Diretto da: Paul Fox
- Scritto da: Mike Kiss

### Trama
Doug Falconhawk è il presentatore di un programma televisivo sulla caccia al paranormale. Il segreto di Sarah è in pericolo quando egli arriva a casa di Ethan, in quanto quest'ultimo è un suo fan. Lui e Benny inscenano così un combattimento in stile "Dusk" (parodia di Twilight), che fa però definitivamente crollare gli ascolti dello show televisivo. I due ragazzi scoprono così che il loro mito Doug non è altro che un cialtrone.
- Guest star: Thomas Mitchell: Doug Falconhawk

## Il caffè rende nervosi
- Titolo originale: The Brewed
- Diretto da: Tibor Takács
- Scritto da: Tim Burns & Graham Seater

### Trama
La marca di caffè "Lotta Latte" rende chi la beve degli zombi. La causa di questo effetto è una consegna errata: al posto del contenitore del caffè, viene spedito al distributore della zona lo sciogli-cervelli per polli di un fast food. Però anche Benny verrà ipnotizzato dal caffè. Analizzandone un campione, si scopre che l'antidoto è il freddo. Così, per fortuna Ethan, Sarah e Benny riescono ad annullare l'effetto, anche con l'aiuto di una pioggia torrenziale.

## Tre secchioni e un demone
- Titolo originale: Three Geeks and a Demon
- Diretto da: Brian Roberts
- Scritto da: Jennifer Pertsch

### Trama
La notte in cui Sarah deve fare da babysitter a Jane con Ethan e Benny, Rory rovina accidentalmente il cavo, lasciando loro cinque annoiati. Trovano un gioco di sedute spiritiche per contattare gli spiriti. Sarah decide di non giocare e va di sopra con Jane. Ethan legge le regole del gioco e lui, Benny e Rory parlano con uno spirito amichevole. Dopo averlo respinto, Rory gioca da solo e infrange le regole del gioco, provocando lo scatenamento di uno spirito demoniaco. Il demone possiede Sarah e semina il caos in casa. I ragazzi riesumano il Cubile Animus e succhiano con successo il demone da Sarah, poco prima che i genitori di Ethan tornino a casa. Tuttavia, le cose non vanno bene quando, all'insaputa dei ragazzi, una mano spunta dal punto in cui hanno dissotterrato la scatola.

## Rivampirizzati
- Titolo originale: Re-Vamped
- Diretto da: Brian Roberts
- Scritto da: Alice Prodanou

### Trama
Jesse torna in vita. Venuti a conoscenza di ciò, Ethan, Benny e Sarah hanno intenzione di ucciderlo. Lui subdolamente morde Ethan e Sarah fa lo stesso, per risucchiargli il veleno e far sì che non diventi un vampiro. Così ora pure lei è un vampiro completo, insieme ad Erica e Rory.
- Guest star: Joe Dinicol: Jesse